# ۱۲۱۵ (قمری)
۱۲۱۵ (قمری)، هزار و دویست و پانزدهمین سال در گاهشماری هجری قمری است. اول محرم این سال برابر با بیست و پنجم مه سال ۱۸۰۰ میلادی است.

## وابسته
- رضاقلی‌خان هدایت